# 沃雷普
沃雷普（法語：Voreppe，法語發音：[vɔʁɛp]），法国东南部城市，奥弗涅-罗讷-阿尔卑斯大区伊泽尔省的一个市镇，隶属于格勒诺布尔区，其市镇面积为28.65平方公里，2022年1月1日时人口数量为9,845人，在法国城市中排名第1,087位。
沃雷普位于伊泽尔省中部，伊泽尔河右岸，是一个区域性的中心城市，里昂—马赛铁路通过此地，A48、A49两条高速公路及多条地方公路在此交汇。

## 地名来源
“Voreppe”一名最初以拉丁语“Vorapium”的形式被记载，该名称的来源及含义尚有待考证。
沃雷普所处区域历史上曾通行法兰克-普罗旺斯语，“Voreppe”对应的该语言拼写为“Vorèpo”。

## 历史

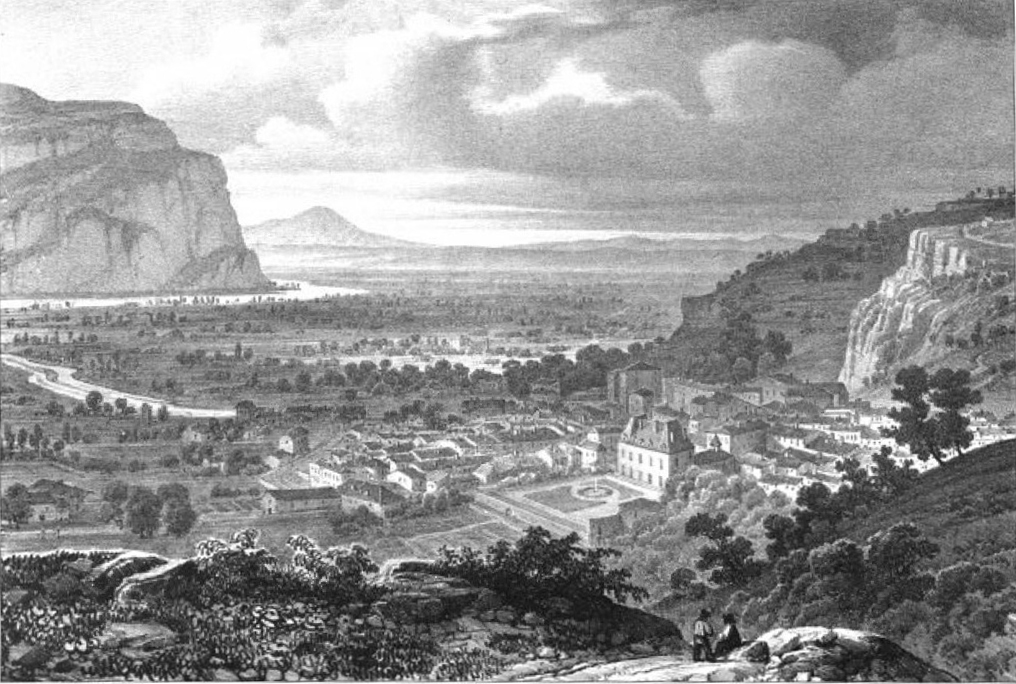
19世纪初的沃雷普

根据当地历史学家米歇尔·巴尔（Michel Bard）的论述，沃雷普最初于公元前2,000年左右形成聚落。古典时期，沃雷普是阿洛布罗基人的一处领地。古罗马人最初于公元前120年入侵沃雷普。因扼守伊泽尔河谷，沃雷普成为了一处战略要地，当地出现了军事城堡。中世纪时，沃雷普先后被洛塔林吉亚和勃艮第军队占领，后长期为多菲内伯国的一部分。格勒诺布尔主教于格于公元1100年（一说1101年）在沃雷普创办了一处教会。1285年，沃雷普获得市镇自由贸易宪章。1314年，维埃纳王子让二世在沃雷普附近又兴建了被城墙环绕的沃雷普新城。中世纪末，沃雷普境内出现了一处天主教疗养院。法国大革命后，多菲内行省被撤销，沃雷普成为伊泽尔省的一个市镇，并在1790至1802年间为该省的一个县治。1860年，途径沃雷普的里昂—马赛铁路建成通车。1931年，沃雷普圣心讲堂建成。第二次世界大战期间，沃雷普出现了民间抵抗运动组织，其成员与纳粹德军在此发生激烈的搏斗。二战末期，纳粹德军的车队在途径沃雷普时再次遭到当地抵抗运动成员的袭击。1951年，沃雷普获得由法国政府颁发了战争勋章。2022年8月初，沃雷普附近发生特大山火，当地数百名居民被紧急疏散。

## 地理

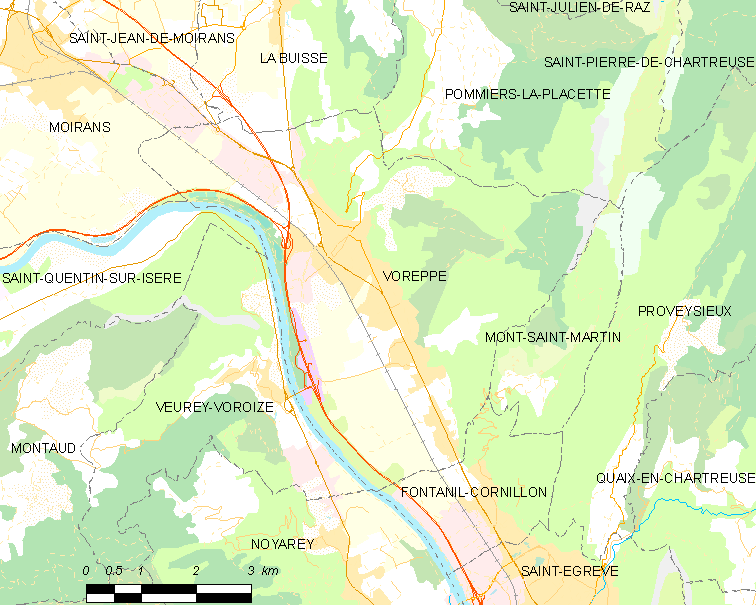
沃雷普市镇范围地图

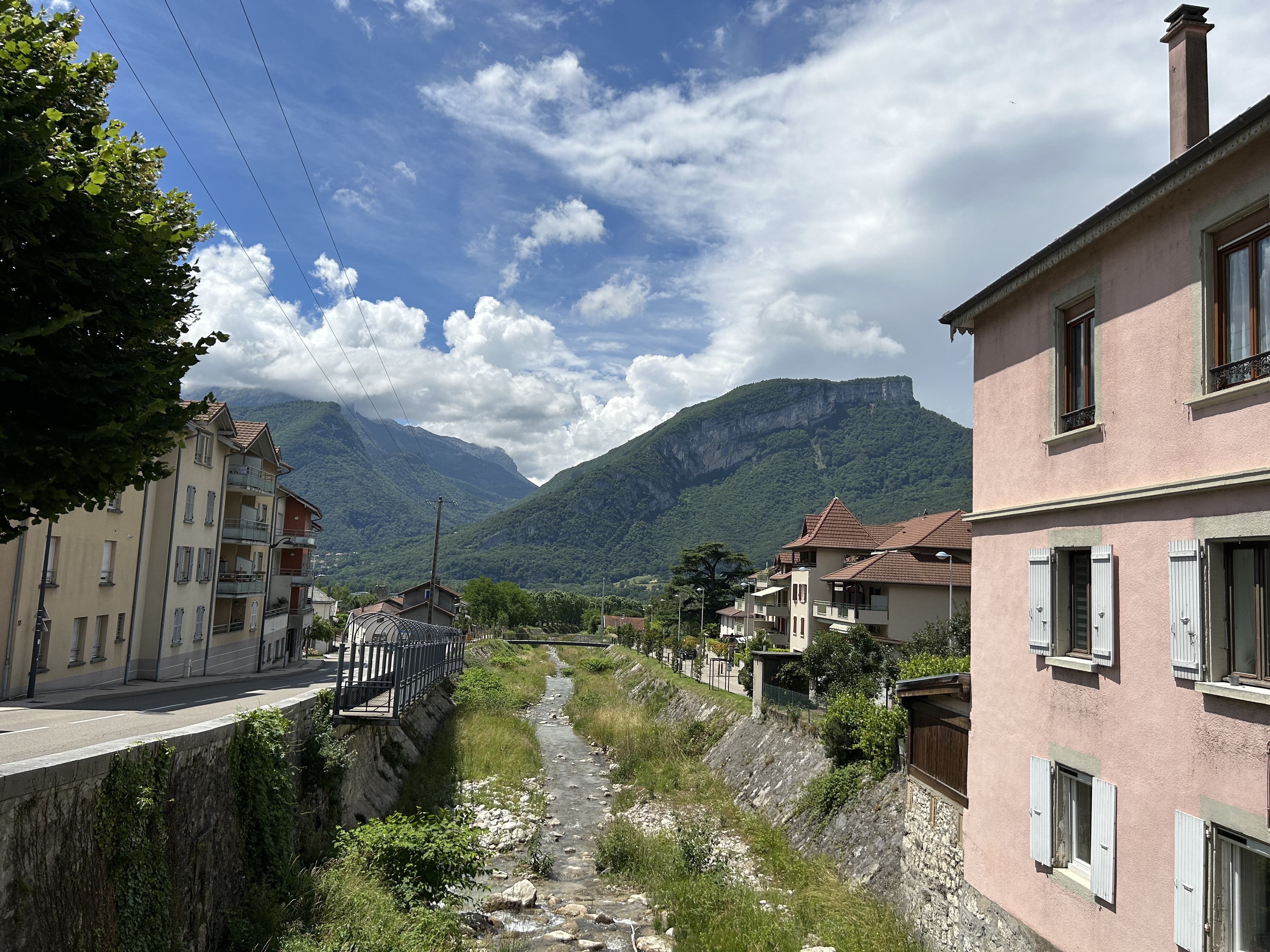
流经沃雷普的鲁瓦兹河

沃雷普位于法国东南部，奥弗涅-罗讷-阿尔卑斯大区东南部和伊泽尔省中部，距离省会格勒诺布尔大约17公里。与沃雷普接壤的市镇包括：穆瓦朗、拉比斯、沙特勒斯地区拉叙尔、伊泽尔河畔圣康坦、沃雷沃鲁瓦兹、诺亚雷、蒙圣马丹和丰塔尼勒-科尔尼永。

### 地形
沃雷普位于阿尔卑斯山西部边缘腹地，境内以平原和山地为主，镇中心位于伊泽尔河谷内的一处冲积平原上，东北和西南两侧分别为高耸的沙特勒斯山脉和韦科尔山，全境海拔在185到1,702米之间。

### 水文
沃雷普位于罗讷河流域范围内，伊泽尔河自东南向西流经市区西部，其右岸支流鲁瓦兹河（La Roize）自东向西穿越镇中心。

### 植被
沃雷普属于温带阔叶混交林区，部分高海拔地区有针叶林分布，林地多分布于山地地区。
在鲜花城市的评比中，沃雷普被评为3星级鲜花城市。

### 气候
沃雷普在柯本气候分类法中属于带有地中海特征的温带海洋性气候（Cfb），部分高海拔区域有山地气候特征。
距离沃雷普最近的常年气象站为格勒诺布尔-圣茹瓦尔气象站，以下为该气象站的数据：
| 格勒诺布尔-圣茹瓦尔 1981年－2019年 | 格勒诺布尔-圣茹瓦尔 1981年－2019年 | 格勒诺布尔-圣茹瓦尔 1981年－2019年 | 格勒诺布尔-圣茹瓦尔 1981年－2019年 | 格勒诺布尔-圣茹瓦尔 1981年－2019年 | 格勒诺布尔-圣茹瓦尔 1981年－2019年 | 格勒诺布尔-圣茹瓦尔 1981年－2019年 | 格勒诺布尔-圣茹瓦尔 1981年－2019年 | 格勒诺布尔-圣茹瓦尔 1981年－2019年 | 格勒诺布尔-圣茹瓦尔 1981年－2019年 | 格勒诺布尔-圣茹瓦尔 1981年－2019年 | 格勒诺布尔-圣茹瓦尔 1981年－2019年 | 格勒诺布尔-圣茹瓦尔 1981年－2019年 | 格勒诺布尔-圣茹瓦尔 1981年－2019年 |
| 月份                               | 1月                                | 2月                                | 3月                                | 4月                                | 5月                                | 6月                                | 7月                                | 8月                                | 9月                                | 10月                               | 11月                               | 12月                               | 全年                               |
| ---------------------------------- | ---------------------------------- | ---------------------------------- | ---------------------------------- | ---------------------------------- | ---------------------------------- | ---------------------------------- | ---------------------------------- | ---------------------------------- | ---------------------------------- | ---------------------------------- | ---------------------------------- | ---------------------------------- | ---------------------------------- |
| 历史最高温 °C（°F）                | 17.3 (63.1)                        | 20.7 (69.3)                        | 25.3 (77.5)                        | 28 (82)                            | 31.4 (88.5)                        | 37 (99)                            | 38.3 (100.9)                       | 39.5 (103.1)                       | 33.6 (92.5)                        | 28.1 (82.6)                        | 24.8 (76.6)                        | 19.5 (67.1)                        | 39.5 (103.1)                       |
| 平均高温 °C（°F）                  | 5.9 (42.6)                         | 7.8 (46.0)                         | 12 (54)                            | 15.3 (59.5)                        | 19.9 (67.8)                        | 23.8 (74.8)                        | 26.9 (80.4)                        | 26.4 (79.5)                        | 21.8 (71.2)                        | 16.9 (62.4)                        | 10.2 (50.4)                        | 6.4 (43.5)                         | 16.1 (61.0)                        |
| 日均气温 °C（°F）                  | 2.4 (36.3)                         | 3.7 (38.7)                         | 7 (45)                             | 9.8 (49.6)                         | 14.4 (57.9)                        | 17.9 (64.2)                        | 20.5 (68.9)                        | 20.2 (68.4)                        | 16.3 (61.3)                        | 12.3 (54.1)                        | 6.5 (43.7)                         | 3.2 (37.8)                         | 11.2 (52.2)                        |
| 平均低温 °C（°F）                  | −1.2 (29.8)                        | −0.4 (31.3)                        | 2 (36)                             | 4.4 (39.9)                         | 8.9 (48.0)                         | 12 (54)                            | 14.2 (57.6)                        | 14 (57)                            | 10.9 (51.6)                        | 7.8 (46.0)                         | 2.7 (36.9)                         | −0.1 (31.8)                        | 6.3 (43.3)                         |
| 历史最低温 °C（°F）                | −27.1 (−16.8)                      | −19.4 (−2.9)                       | −18.2 (−0.8)                       | −7.9 (17.8)                        | −2.8 (27.0)                        | 2.1 (35.8)                         | 4.8 (40.6)                         | 3.8 (38.8)                         | −1.2 (29.8)                        | −5.3 (22.5)                        | −10.9 (12.4)                       | −20.2 (−4.4)                       | −27.1 (−16.8)                      |
| 平均降水量 mm（）                  | 61.3 (2.41)                        | 51.6 (2.03)                        | 66.3 (2.61)                        | 83 (3.3)                           | 104.1 (4.10)                       | 75.2 (2.96)                        | 59.3 (2.33)                        | 67.2 (2.65)                        | 105.7 (4.16)                       | 105.8 (4.17)                       | 87.7 (3.45)                        | 67.1 (2.64)                        | 934.3 (36.78)                      |
| 月均日照時數                       | 95                                 | 111.7                              | 169.8                              | 183                                | 219.2                              | 255.4                              | 289.8                              | 255.5                              | 193.1                              | 137.5                              | 84.5                               | 71.6                               | 2,066.1                            |
| 来源：infoclimat.fr                |                                    |                                    |                                    |                                    |                                    |                                    |                                    |                                    |                                    |                                    |                                    |                                    |                                    |

## 行政区划
沃雷普的市镇编号为38565，邮政编号为38340。
在行政管理方面，沃雷普隶属于法国奥弗涅-罗讷-阿尔卑斯大区伊泽尔省格勒诺布尔区；在地方选举方面，沃雷普隶属于瓦龙县，其市镇范围全境被划入伊泽尔省第九选区；在社会管理方面，沃雷普是瓦龙地区城市圈公共社区的组成部分。
截至2023年7月，沃雷普市镇范围内暂无城市敏感街区及城市政策优先街区。
法国国家统计与经济研究所（简称）在进行数据统计时，将沃雷普及相邻的另外37个市镇设为格勒诺布尔城市核心区，并将包括核心区在内的周边共192个市镇划为格勒诺布尔城市区。自2020年起，格勒诺布尔城市区被包含204个市镇的格勒诺布尔城市辐射区代替。此外，还将沃雷普市镇分为了四个“块区”（IRIS），以便于统计人口分布情况。

## 交通

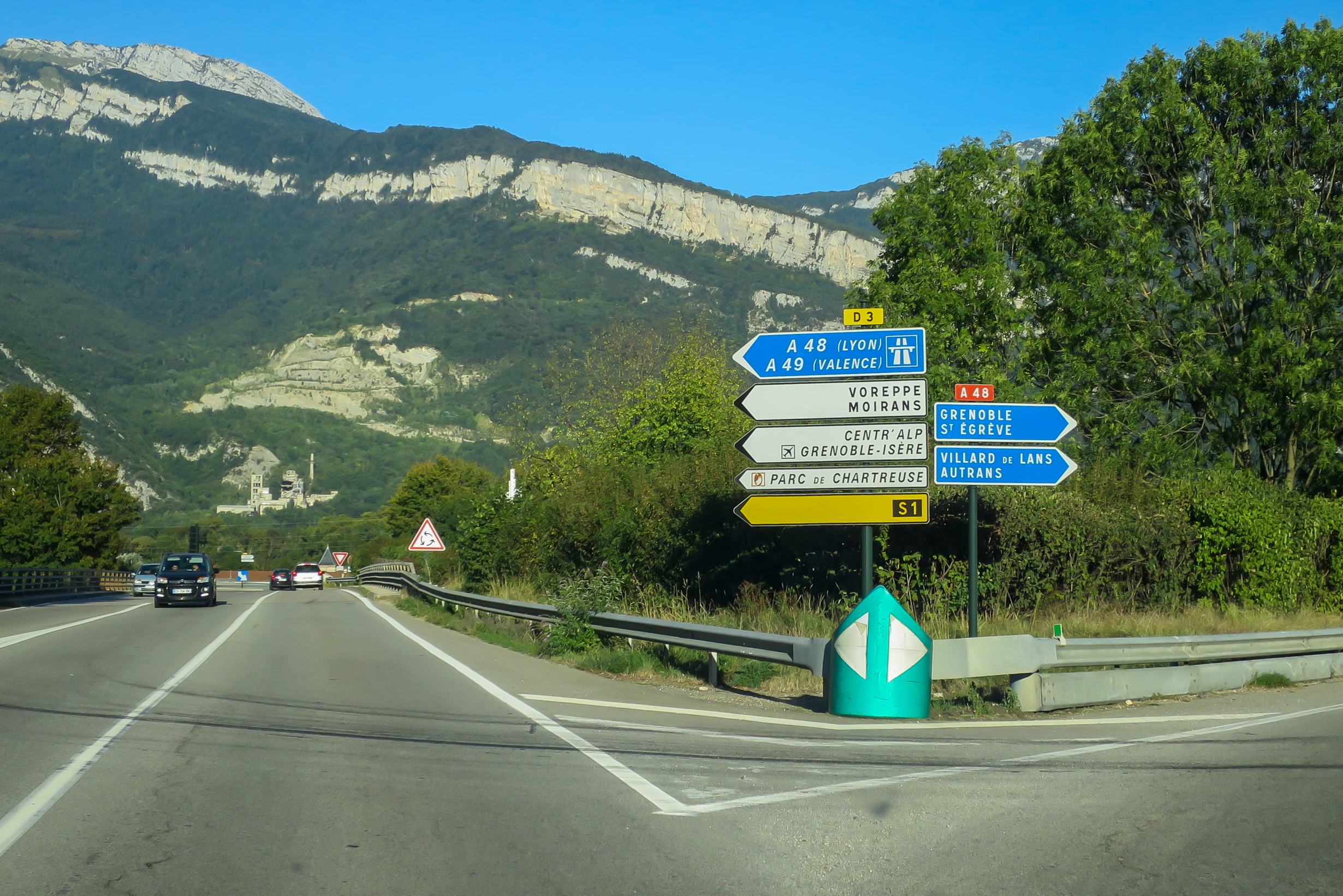
沃雷普的一处路牌

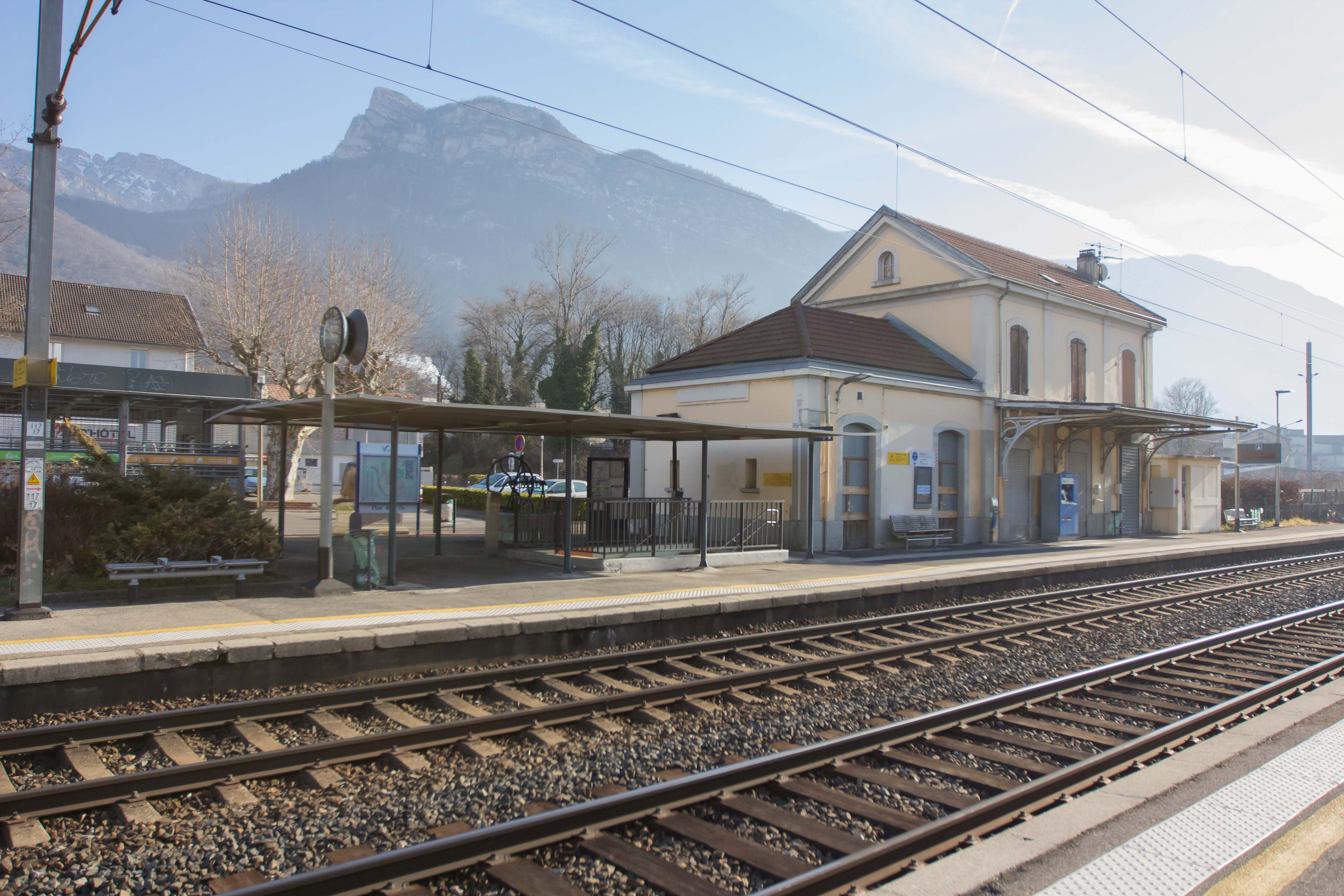
沃雷普火车站

### 公路
A48、A49两条高速公路及伊泽尔省省道D3线、D520A线、D1075线、D1085线在沃雷普境内交汇。奥弗涅-罗讷-阿尔卑斯大区下属的城际客运提供巴士线路，可前往格勒诺布尔、瓦龙等地。
| 12 | 3 |

| 格勒诺布尔 | 18 |

| 瓦龙 | 10 |

| 穆瓦朗 | 8 |

2019年，82.7%的沃雷普家庭拥有至少一辆私人汽车。2021年，沃雷普境内共发生各类交通事故12起，造成17人受伤，其中8人重伤。

### 铁路
沃雷普位于里昂－马赛铁路上。沃雷普站位于市区西南部，停靠往返于格勒诺布尔和圣安德烈勒加兹一线的区域列车，部分车次可直通尚贝里。

### 航空
距离沃雷普最近的民用航空站为79公里外的里昂圣埃克絮佩里机场。

### 城市公共交通
沃雷普是瓦龙地区公共交通的服务范围。截至2023年7月，该交通系统共包括十余条公交线路，其中公交W线经过沃雷普市区。

## 政治

### 市政内阁

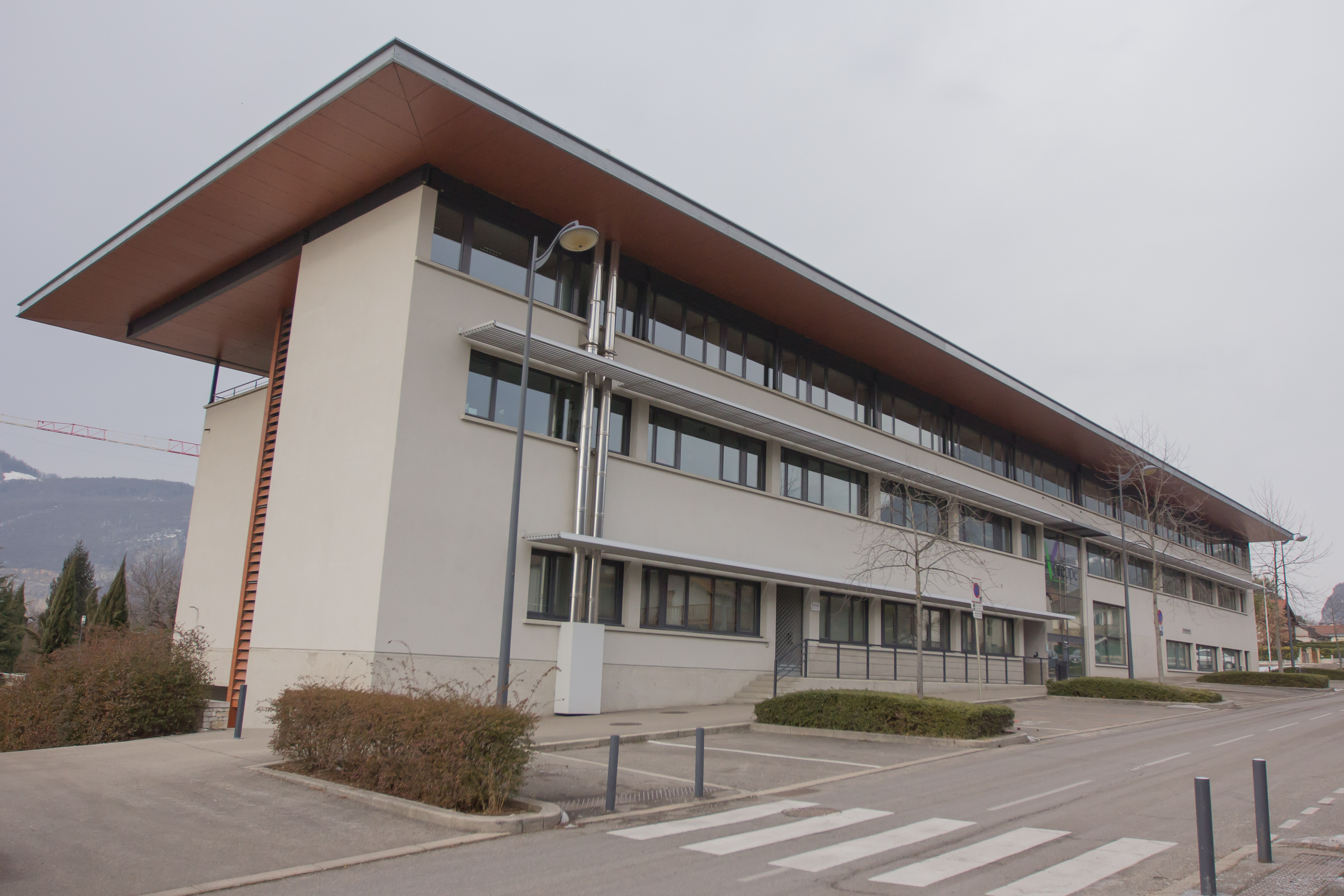
沃雷普市政厅

沃雷普的现任市长为吕克·雷蒙先生（Luc RÉMOND），他是一名右翼无党派人士，在2020年的市政选举中获得了62.78%的支持率。
| 沃雷普历届市长         | 沃雷普历届市长                  | 沃雷普历届市长                              |
| 任期                   | 市长                            | 党派                                        |
| ---------------------- | ------------------------------- | ------------------------------------------- |
| （1959年以前资料暂缺） |                                 |                                             |
| 1959年－1976年         | André DEMIRLEAU 安德烈·德米尔洛 | 不详                                        |
| 1976年－2001年         | Michel HANNOUN 米歇尔·阿农      | RPR保衛共和聯盟                             |
| 2001年－2008年         | François MATHÉ 弗朗索瓦·马泰    | DVD右翼无党派人士                           |
| 2008年－2014年         | Jean DUCHAMP 让·迪尚            | DVG左翼无党派人士                           |
| 2014年－               | Luc RÉMOND 吕克·雷蒙            | UMP人民运动联盟 →LR共和黨 →UD共和国民主联盟 |

### 各级选举
| 沃雷普历届投票选举结果 | 沃雷普历届投票选举结果 | 沃雷普历届投票选举结果 | 沃雷普历届投票选举结果 | 沃雷普历届投票选举结果 | 沃雷普历届投票选举结果 | 沃雷普历届投票选举结果 | 沃雷普历届投票选举结果 | 沃雷普历届投票选举结果 | 沃雷普历届投票选举结果 |
| 选举项目               | 选举范围               | 选区单位               | 选区单位内的选举结果   | 选区单位内的选举结果   | 选区单位内的选举结果   | 选区单位内的选举结果   | 选区单位内的选举结果   | 选区单位内的选举结果   | 参考资料               |
| 选举项目               | 选举范围               | 选区单位               | 第一轮胜出者           | 第一轮胜出者           | 支持率                 | 第二轮胜出者           | 第二轮胜出者           | 支持率                 | 参考资料               |
| ---------------------- | ---------------------- | ---------------------- | ---------------------- | ---------------------- | ---------------------- | ---------------------- | ---------------------- | ---------------------- | ---------------------- |
| 2017年法國總統選舉     | 法國                   | 市镇                   |                        | 埃马纽埃尔·马克龙      | 28.35%                 |                        | 埃马纽埃尔·马克龙      | 71.47%                 | [ 25 ]                 |
| 2017年法国立法选举     | 伊泽尔省第九选区       | 市镇                   |                        | 埃洛迪·雅基耶-拉福热   | 42.35%                 |                        | 埃洛迪·雅基耶-拉福热   | 63.03%                 | [ 25 ]                 |
| 2019年欧洲议会选举     | 法國                   | 市镇                   |                        | 娜塔莉·卢瓦索          | 25.68%                 | （不适用）             | （不适用）             | （不适用）             | [ 27 ]                 |
| 2021年法国省级选举     | 伊泽尔省               | 县                     |                        | 安娜·热兰 朱利安·波拉  | 53.3%                  |                        | 安娜·热兰 朱利安·波拉  | 60.51%                 | [ 28 ]                 |
| 2021年法国省级选举     | 伊泽尔省               | 市镇                   |                        | 安娜·热兰 朱利安·波拉  | 49.8%                  |                        | 安娜·热兰 朱利安·波拉  | 60.29%                 | [ 28 ]                 |
| 2021年法国大区选举     |                        | 市镇                   |                        | 洛朗·沃基耶            | 36.05%                 |                        | 洛朗·沃基耶            | 47.07%                 | [ 29 ]                 |
| 2022年法国总统选举     | 法國                   | 市镇                   |                        | 埃马纽埃尔·马克龙      | 29.95%                 |                        | 埃马纽埃尔·马克龙      | 65.44%                 | [ 25 ]                 |
| 2022年法国立法选举     | 伊泽尔省第九选区       | 市镇                   |                        | 埃洛迪·雅基耶-拉福热   | 31.5%                  |                        | 埃洛迪·雅基耶-拉福热   | 56.51%                 | [ 25 ]                 |

## 人口
2020年，沃雷普市镇人口数量为9,514，在法国排名第1,087位。其中男性4,525人，女性4,750人，75岁及以上人口占8.9%，外籍人口数量为407人，人口密度为332人/平方公里，当地居民被称为（男性）或（女性）。2020年，沃雷普境内出生99人，死亡人口96人。
| 沃雷普1901年－2020年人口变化情况 |
|                                  |
| 数据来源：Cassini、INSEE         |

## 经济

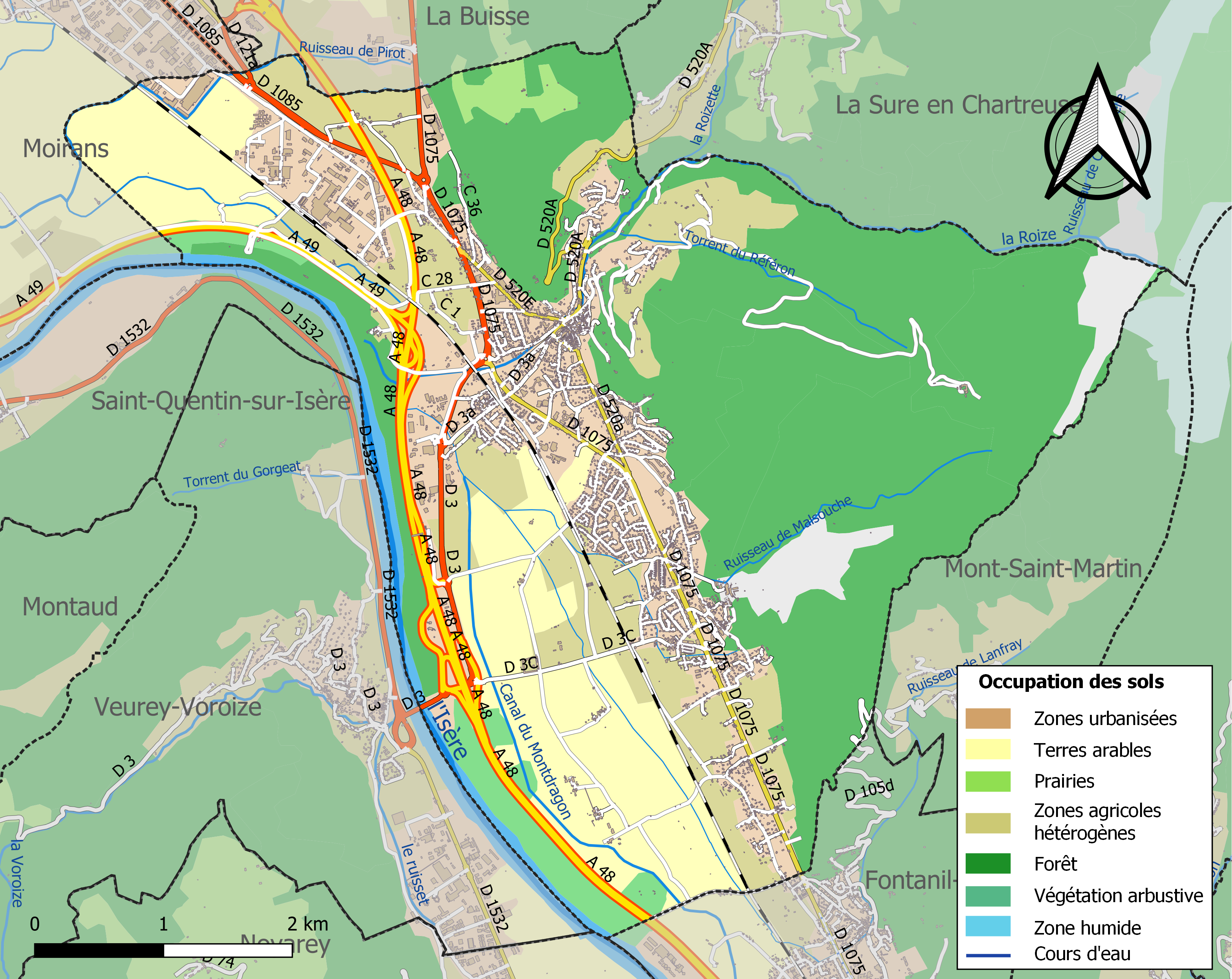
沃雷普土地利用情况地图

沃雷普是一个区域性的中心城市。截至2023年7月，沃雷普市镇范围内共有各类用人单位（包含自雇）1,361家，平均历史为16年，其中96.29%为中小型企业（PME），2023年5月至7月间，当地的经济活力指数为-0.07%。（工程研究）、（零售）及（工业自动化）是当地2021年营业额最高的三个企业，分别为628,810,534欧元、28,095,114欧元和25,987,158欧元。

## 财政与居民收入
2021年，沃雷普的财政收入总额为14,437,500欧元，财政支出总额为12,622,300欧元，当年的债务总额为10,374,000欧元。2021年，沃雷普市镇通过增值税获得316,370欧元的收入，此外当地还共获得了341,810欧元的国家直接财政补助。
2019年，沃雷普的人均月收入总额为2,722欧元，其中高级职员为4,174欧元，低于法国平均水平（4,230欧元）；中级职员为2,506欧元，高于法国平均水平（2,411欧元）；普通职员为1,825欧元，高于法国平均水平（1,740欧元）。
2019年，沃雷普境内的贫困率为8%，青壮年（15至64岁）失业率为9.0%；当地61.5%的家庭拥有纳税资格，平均纳税3,577欧元，低于法国平均水平（3,910欧元）。

## 社会事务

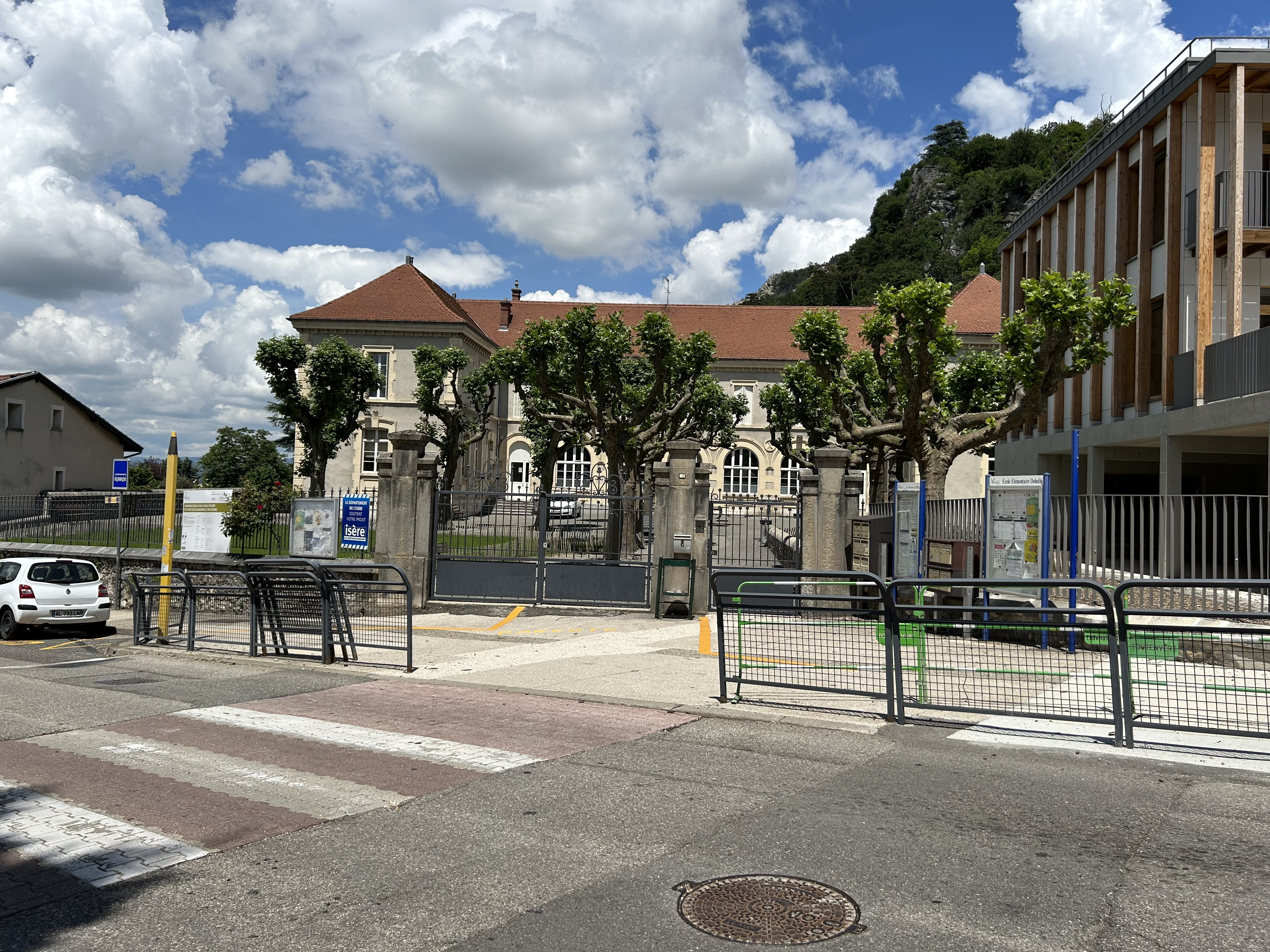
沃雷普的一所学校

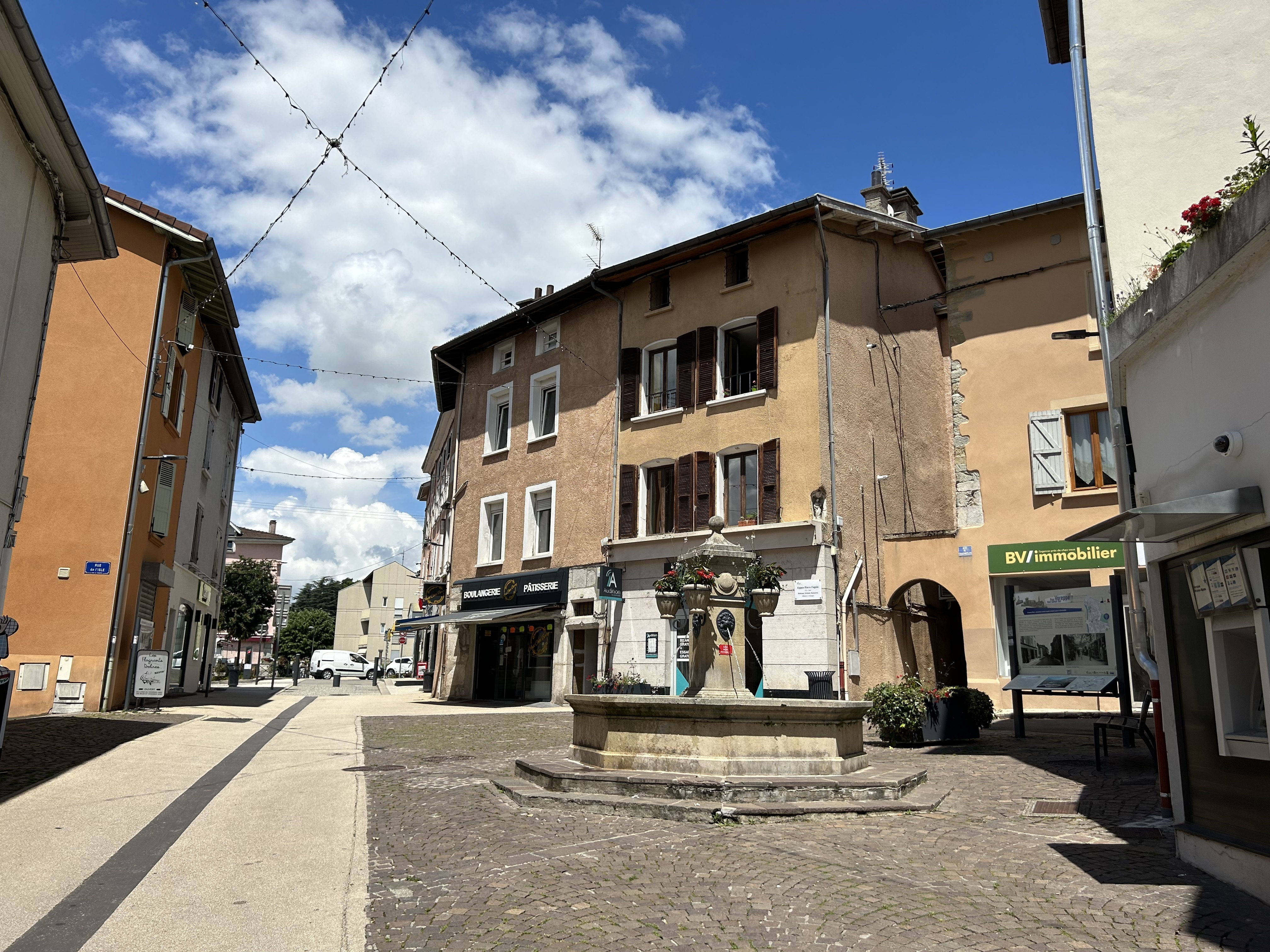
格朗街

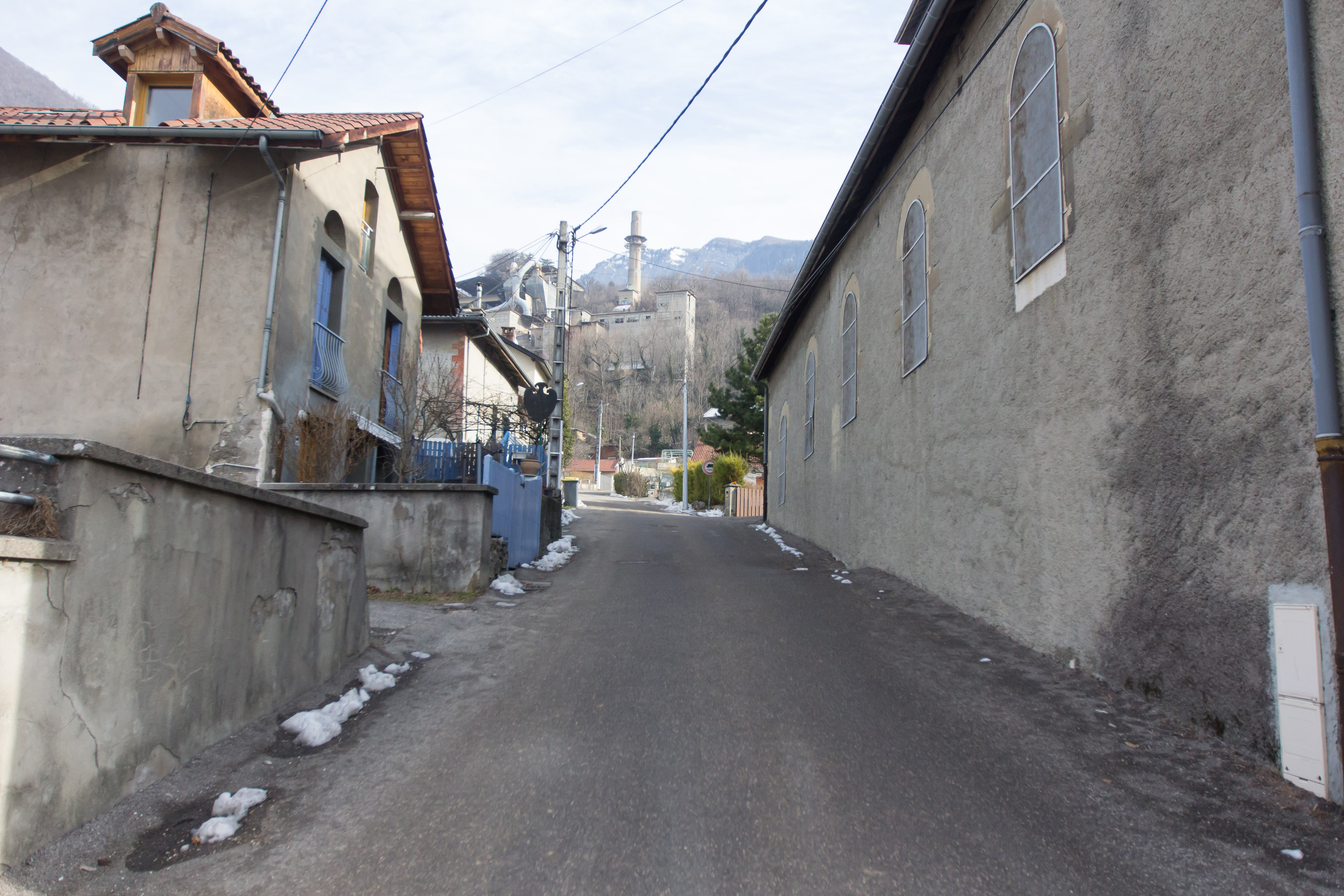
佩伊街

### 教育
沃雷普属于格勒诺布尔学区。截至2021年1月1日，沃雷普境内共有3所幼儿园、4所小学、1所初级中学和1所职业高中。2021至2022学年度，沃雷普境内共有在校中等教育阶段学生493名。

### 医疗
截至2021年1月1日，沃雷普境内共有全科医生9名、保健师15名、牙医4名、护士19名、皮肤科医生1名和助产士3名。境内共有药房3家、残疾人帮扶中心4家。
距离沃雷普最近的区域性医疗机构为格勒诺布尔大学中心医院，其下属的瓦龙病区（Site de Voiron）位于瓦龙市区北部，距离沃雷普市区的正常车程大约15分钟，该院设有床位213个。

### 住房
2019年，沃雷普境内共有各类住房4,393套，其中56.2%为独立式居民区，42.0%为集中式居民区。常住房屋占沃雷普市镇范围内居民建筑总量的90.0%。
在住房保障政策方面，2021年，沃雷普境内共有565户家庭获得了住房经济补助，受益人数占总人口数量的5.9%，其中538份为房租补助。

### 商业
2021年，沃雷普境内共有各类实体商铺185家，其中餐厅21家、大型超市3家、杂货店2家、面包房6家、肉铺2家、书店1家、装饰品店1家、银行门店4家、美容美发店8家、汽车维修店22家。老城区南部建有Super U购物商场。

### 体育
2021年，沃雷普境内共有1家游泳池、2间体育馆、7处网球场、1处足球或橄榄球场以及1处篮球或排球场。
截至2023年7月，沃雷普境内共有两家注册足球俱乐部。沃雷普体育俱乐部（CS Voreppe，编号509473）是当地的代表性足球队，成立于1946年，其主队2022至2023赛季参加伊泽尔省足球联赛丁组（法国第十二级别），其主场为埃内斯特·皮涅吉体育中心（Complexe Sportif Ernest Pigneguy）。

### 环境
沃雷普的环境事务由其所属的瓦龙地区城市圈公共社区联合各级政府协调负责。2021年，沃雷普境内共有8家污染企业。

### 治安
2021年，沃雷普市镇范围内共有1处宪兵队。
沃雷普及其附近的共65个市镇是梅朗国家宪兵队（zone gendarmerie de Meylan）的管辖范围。2020年，该宪兵队累计记录各类案件8,361起，其中盗窃类案件4,961起，经济类案件989起，毒品交易类案件428起。

## 文化

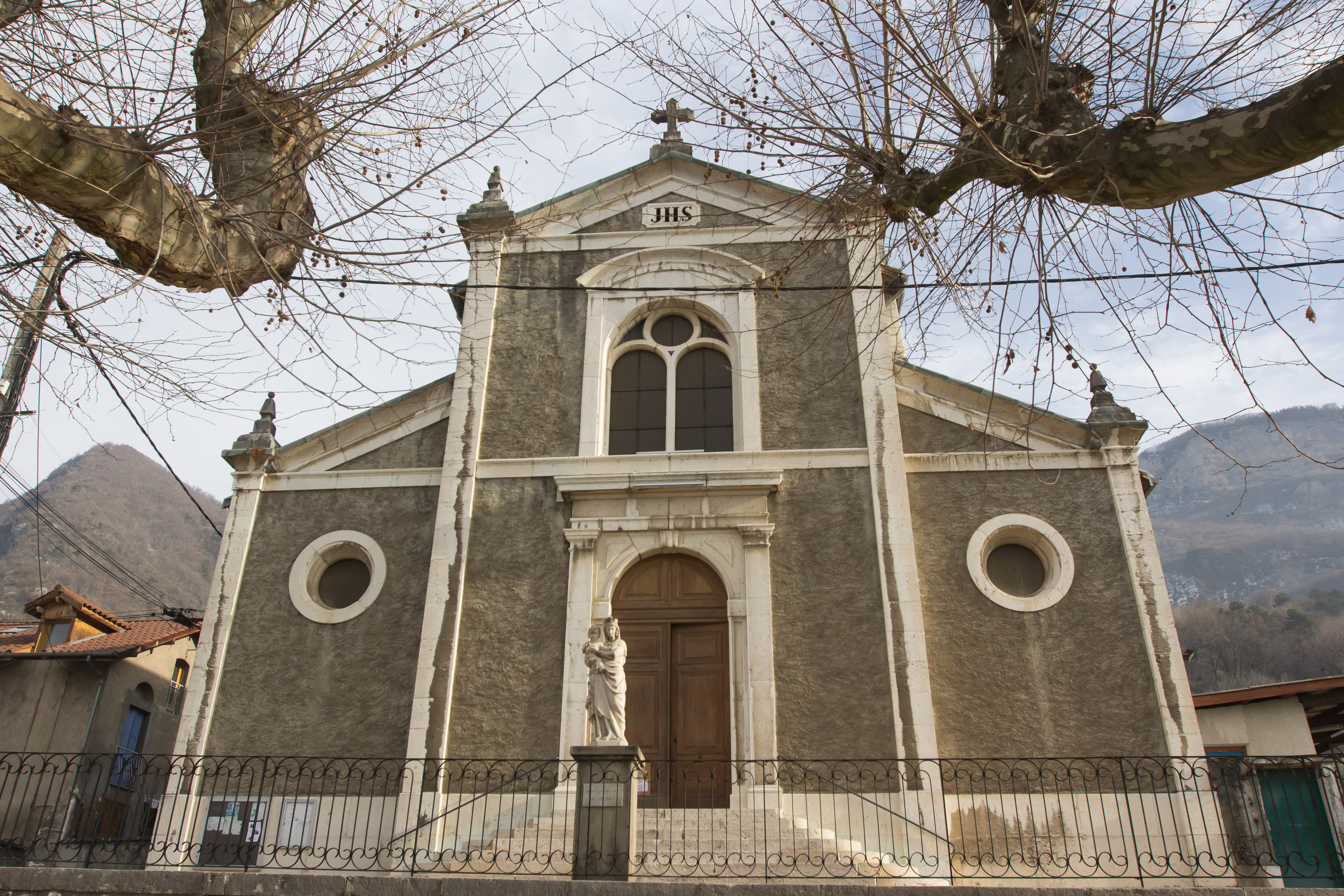
圣樊尚教堂

2021年，沃雷普境内有1家电影院。沃雷普境内建有斯特拉文斯基多媒体中心（Médiathèque Stravinski），每周二、三、五、六向公众开放。

### 建筑
沃雷普境内有多处历史建筑，其中圣迪迪埃教堂、沙莱圣母修道院遗址等为法国国家文物保护单位等，圣樊尚教堂亦是当地的地标性建筑物。

### 旅游
沃雷普的旅游事务由其所属的瓦龙地区城市圈公共社区负责。2022年，沃雷普境内共有3家酒店共计221间房间。

### 媒体
法国主要的媒体均可在沃雷普接收，法国电视三台下属的奥弗涅-罗讷-阿尔卑斯大区频道在部分时段播出沃雷普所在伊泽尔省的地方新闻。蓝色法兰西伊泽尔广播、Scoop广播、格勒诺布尔电视台、《多菲内自由报》等是当地主要的地方性媒体。

## 相关人物
法国画家让·阿沙尔和亚历山大·德贝尔出生于沃雷普。

## 友好城市
截至2023年7月，沃雷普共与两座城市建立了友好城市关系：
- 德国 利希滕施泰因
- 義大利 蒙蒂新堡